# 阿舍昂纳米耶努瓦
阿舍昂纳米耶努瓦，或意译作亚眠地区阿舍，是法国上法兰西大区索姆省的一个镇，面积7.07平方公里，人口514人（1999年）。